# Portal Rock Press
Portal Rock Press é um portal brasileiro especializado em rock. É considerado um dos mais importantes da América Latina e já foi chamado de "o maior portal de rock da América Latina".
O Rock Press começou como uma publicação independente em 1996 no formato tablóide preto e branco voltado para o indie rock e a cena independente brasileira e, ainda na década de 1990, se tornou uma revista com a capa colorida e interior em preto e branco. Esse formato durou até 2003, quando veio a última reforma gráfica e a partir de 2004 metade das 48 páginas da revista passaram a ser impressas em cores. O periódico era então vendido nas capitais da Região Sudeste do Brasil e para algumas cidades do interior do Rio de Janeiro e São Paulo. A partir de 2005, o Rock Press deixou de ter formato impresso e passou a disponibilizar matérias apenas online, passando a se chamar Portal Rock Press, sendo considerado um dos mais importantes portais especializados da América Latina.